# TL7
« AB7 » redirige ici. Pour les autres significations, voir AB7 (homonymie).
Télévision Loire 7 (TL7) est une chaîne de télévision généraliste locale française privée diffusée dans le département de la Loire, notamment à Saint-Étienne, et plus récemment à Roanne.

## Histoire de la chaîne

### AB7 Télévision (jusqu'en 2004)
À l'origine, TL7 s'appelle AB7 Télévision (Andrézieux-Bouthéon 7). 

M. Yves Faure, déjà présent dans la chaîne, s'entoure de nombreux bénévoles pour permettre aux habitants d'avoir leur télévision.

### TL7 (depuis 2004)
Autorisée par le CSA le 25 novembre 2003 à diffuser un programme dans le département de la Loire, AB7 demande à adopter l'appellation TL7 (le nom de l'association éditrice devenant Télévision Loire 7) et à utiliser un autre site de diffusion que celui prévu initialement. 
La chaîne commence ses émissions le 24 mai 2004.
Le Conseil, par décision du 7 septembre 2004, décide d'accéder à ces demandes.
TL7 est diffusée depuis le 1er décembre 2008 sur la TNT. La diffusion en numérique de la chaîne lui permet d'être à présent reçue à Saint-Étienne et ainsi d'augmenter son audience.
En 2013, sous la houlette de Yves Faure, un nouveau groupe d'actionnaires investit dans la chaîne. La SAEM est transformée en SA dont 33 % du capital est détenu par les collectivités, la majorité par des entreprises de la Loire.
La chaîne déménage à l'été 2014 à Saint-Genest-Lerpt, dans de nouveaux locaux. Un site qui permet, par rapport aux anciens locaux d'Andrézieux-Bouthéon, d'être « à mi-chemin entre la Haute-Loire et le Roannais ». La même année, la chaîne se diversifie et organise de plus en plus d'événementiels.
En 2017, le site de TL7 est restructuré.
TL7 s'affirme comme le média leader dans la Loire, avec une forte volonté de se développer sur le digital pour renforcer son impact et sa visibilité. 
En février 2021, Rémi Pupier reprend la direction générale de la chaine, Yves Faure restant son Président. 
En octobre 2021, le CSA autorise TL7 à être diffusée via la TNT sur l'agglomération de Roanne. 

## Programmes
TL7 diffuse ses émissions 24h/24 de manière quotidienne.
- Le Journal : l’actualité locale du département de la Loire.
- Agenda des sorties : l’agenda de toutes les sorties culturelles de la région.
- Bienvenue chez vous : À la rencontre des ligériens.
- 7 à Vous : l’autre regard sur l'actualité du département : manifestation culturelle ou sportive, festivals, patrimoine et autres.
- Club ASSE : l'actualité de l'ASSE.
- Sport7 : l'actualité sportive de tous les sports et de toute la Loire.
- Appétit : la gastronomie ligérienne : restaurateurs, producteurs et autres.
- Loire Eco : l’actualité économique du département de la Loire.
- 7 min chrono : le rendez-vous des politiques ligériennes.
- Par les villages : l'émission qui présente le cœur des villes et villages de la Loire.
- Côté scène(s) : le portrait intimiste d'un(e) artiste, d'un événement culturel
- Voyons voir : l'émission de la région Auvergne-Rhône-Alpes proposant un tour d'horizon sur une thématique autour de reportages et de nombreux invités.
- Agenda Région (diffusé également sur BFM Lyon, TéléGrenoble Isère, 8 Mont-Blanc) : les loisirs et les différentes sorties culturelles ou sportives proposés dans la région.

### Diffusion
- TNT HD : dans le sud du département depuis le 1er décembre 2008 sur la chaîne 31 (canal 21 jusqu'à décembre 2012).
- ADSL : Free (canaux 30 & 933), Orange (canaux 30 & 384), SFR (canal 478) et Bouygues Telecom (canal 314).

En ce qui concerne l'audience, la chaîne dispose d'un potentiel de 630 000 téléspectateurs. 74 765 téléspectateurs par semaine. Elle bénéficie d'une durée d'écoute moyenne de 25 minutes et d'une audience veille de 14 000 téléspectateurs[réf. nécessaire].